# 詹姆斯·邦伯里·怀特
詹姆斯·邦伯里·怀特（英語：James Bunbury White，1774年12月31日—1819年10月1日）是美国政治人物兼机械师，曾任北卡罗来纳州议会两院议员，是哥伦布县在北卡州参议院的首位代表，此外他还并创建了怀特维尔市。

## 生平
詹姆斯·邦伯里·怀特出生于1774年12月31日，是詹姆斯·怀特与布里奇特·戴的长子。詹姆斯·怀特曾任布拉登县治安官，并在北卡罗来纳州议会及第二届省议会上代表该县出席。詹姆斯·邦伯里·怀特生活在其家族所有的格伦·埃蒂夫种植园，有一位同母异父的兄弟威廉·亨利·比蒂（其母前次婚姻所生）以及三位亲兄弟姐妹。他的中间名“邦伯里”源自其母的叔叔与兄长之名。
其父詹姆斯·怀特于1789年前后因债务缠身去世。其同母异父兄威廉·亨利·比蒂在詹姆斯·怀特去世后被任命为怀特及其兄弟姐妹的监护人，并负责管理其父遗产。北卡罗来纳州议会于1789年通过法案，允许比蒂变卖父亲遗产中的部分财产以偿还所欠债务。
怀特的职业是机械师，1800年居于北卡罗来纳州威尔明顿。在1804年12月31日30岁生日当天，他于哥伦布县怀特马什西侧购入多块大面积土地，其中包括“怀特马什堡”（即约翰·伯格温迁往威尔明顿前的旧居）以及未来的怀特维尔镇址。此后他持续从事土地交易，累积了大量土地，共获授至少98块地皮，面积达10,750英亩。他与妻子还拥有众多奴隶。
怀特于1806年和1807年当选为北卡罗来纳州众议院议员，代表布拉登县。哥伦布县设立后，他成为该县在州参议院的首位代表。他还被指定参与决定县监狱和法院的选址。州议会于1810年通过法案，授权怀特“在哥伦布县其自有土地上划设一座城镇”，并任命五名委员“在詹姆斯·B·怀特位于该县的土地上划设城镇，以建设县级公共建筑为址。此城镇由委员多数划定后，命名为怀特维尔，其地块归詹姆斯·B·怀特独享和处置”。他还是哥伦布县最早的县法院邮政局局长。
1819年10月1日，怀特在一场黄热病疫情中去世，安葬于其家族种植园格伦·埃蒂夫”。他于1816年立下遗嘱，并于1820年2月获得认证。他与妻子丽贝卡（娘家姓希普曼）无子女。
怀特去世后，其妻丽贝卡改嫁詹姆斯·邦伯里·怀特的堂兄约翰·哈迪·怀特，二人育有一女玛丽·安·丽贝卡·怀特。玛丽后嫁予阿拉巴马州政治人物杰斐逊·比福德，后者曾组织“比福德远征队”前往堪萨斯领地。

## 遗产
1889年，美国邮局将这座城市的名称从怀特斯维尔改为怀特维尔。
2019年12月9日，怀特在哥伦布县法院的纪念碑在一起车祸中被意外撞倒。纪念碑未受损，并于同年12月20日重新立起。